# Kościół św. Józefa Robotnika w Biadaczu
Kościół filialny pw. świętego Józefa Robotnika – rzymskokatolicki kościół filialny znajdujący się we wsi Biadacz, należący do Parafii Wniebowzięcia NMP w Bąkowie w dekanacie kluczborskim, diecezji opolskiej.

## Historia kościoła
Pierwsza wzmianka o kościele w Biadaczu datowana jest na 1541 rok. Był to wówczas kościół drewniany, który przetrwał do 1840 roku. W 1842 roku staraniem miejscowej ludności, rozpoczyna się budowa nowej, murowanej świątyni. W 1843 roku następuje zakończenie budowy kościoła, który początkowo jest katolicki, później zaś (do 1945 roku) jest kościołem ewangelickim. Po zakończeniu II wojny światowej wraca w ręce katolickie.
W 2001 roku następuje remont elewacji całego kościoła.
Obecnie jest to kościół filialny parafii Wniebowzięcia Najświętszej Maryi Panny w Bąkowie.

## Wyposażenie i wnętrze kościoła
Do cennych zabytków wyposażenia należą:
- chrzcielnica z 1700 roku,
- lichtarze cynowe z XIX wieku,
- dzwon z 1626 roku ufundowany przez Adama von Frankenberga.